# Abby Dow
Pour les articles homonymes, voir Dow.

a Compétitions nationales et continentales officielles uniquement.

b Matchs officiels uniquement.
Abby Dow, née le 29 septembre 1997 à Slough (Angleterre), est une joueuse internationale anglaise de rugby à XV évoluant au poste d'ailière. Elle joue aux Ealing Trailfinders.

## Biographie
Abigail Dow naît le 29 septembre 1997. Elle commence la pratique rugby à XV avec sa sœur Ruth (qui joue aux Wasps (en) et est internationale moins de 20 ans) à l'âge de cinq ans au club de Maidenhead où joue leur frère. Elle pratique en parallèle la natation avant de se dédier complètement au rugby.
En 2016, elle rejoint sa sœur aux Wasps où elle devient professionnelle en 2019.
En 2017, elle connaît sa première sélection avec l'Angleterre face au Canada.
Elle se casse la jambe contre le pays de Galles durant le Tournoi des Six Nations 2022. Mais elle est remise à temps pour la Coupe du monde et elle est retenue en septembre 2022 pour partir en Nouvelle-Zélande. Elle inscrit quatre essais durant la compétition, mais dans le même temps son club des Wasps est placé en redressement judiciaire : à son retour elle s'engage avec les Harlequins.
À la fin de la saison, elle signe avec les Ealing Trailfinders.
À l'automne, elle est au nombre des trente joueuses qui repartent en Nouvelle-Zélande participer au WXV 2023 et le remportent. Elle est titulaire lors des trois matchs.
Elle est titulaire lors de tous les matchs du Six Nations 2024 qui voit les Anglaises réaliser un septième Grand Chelem consécutif. Elle inscrit cinq essais et figure dans l'équipe type de la compétition. Pour leur première année d'existence, les Ealing Trailfinders terminent sixièmes du championnat anglais, et Abby Dow s'illustre en terminant meilleure marqueuse de la ligue avec treize essais en quinze matchs.
En juillet 2025, elle est sélectionnée pour la Coupe du monde en Angleterre.
Elle a un Master en ingénierie mécanique.

## Palmarès

### En équipe nationale
- Vainqueur du Tournoi des Six Nations en 2019, 2020, 2021, 2022, 2023 et 2024 et 2025.
- Finaliste de la Coupe du monde en 2021.
- Vainqueur du WXV en 2023 et 2024.

### Distinctions personnelles
- Membre de l'équipe type du Tournoi des Six Nations en 2024.
- Meilleure marqueuse du Championnat d'Angleterre en 2024 (15 essais).